# マレーシア軍
マレーシア軍（マレーシアぐん、英: Malaysian Armed Forces, MAF、マレー語: Angkatan Tentera Malaysia, ATM）は、マレーシアの軍隊。
国防予算は39億6,000万ドル、総兵力 10.9万人。陸軍兵力 8万人、空軍機 226機、海軍艦船 79隻。

## 概要

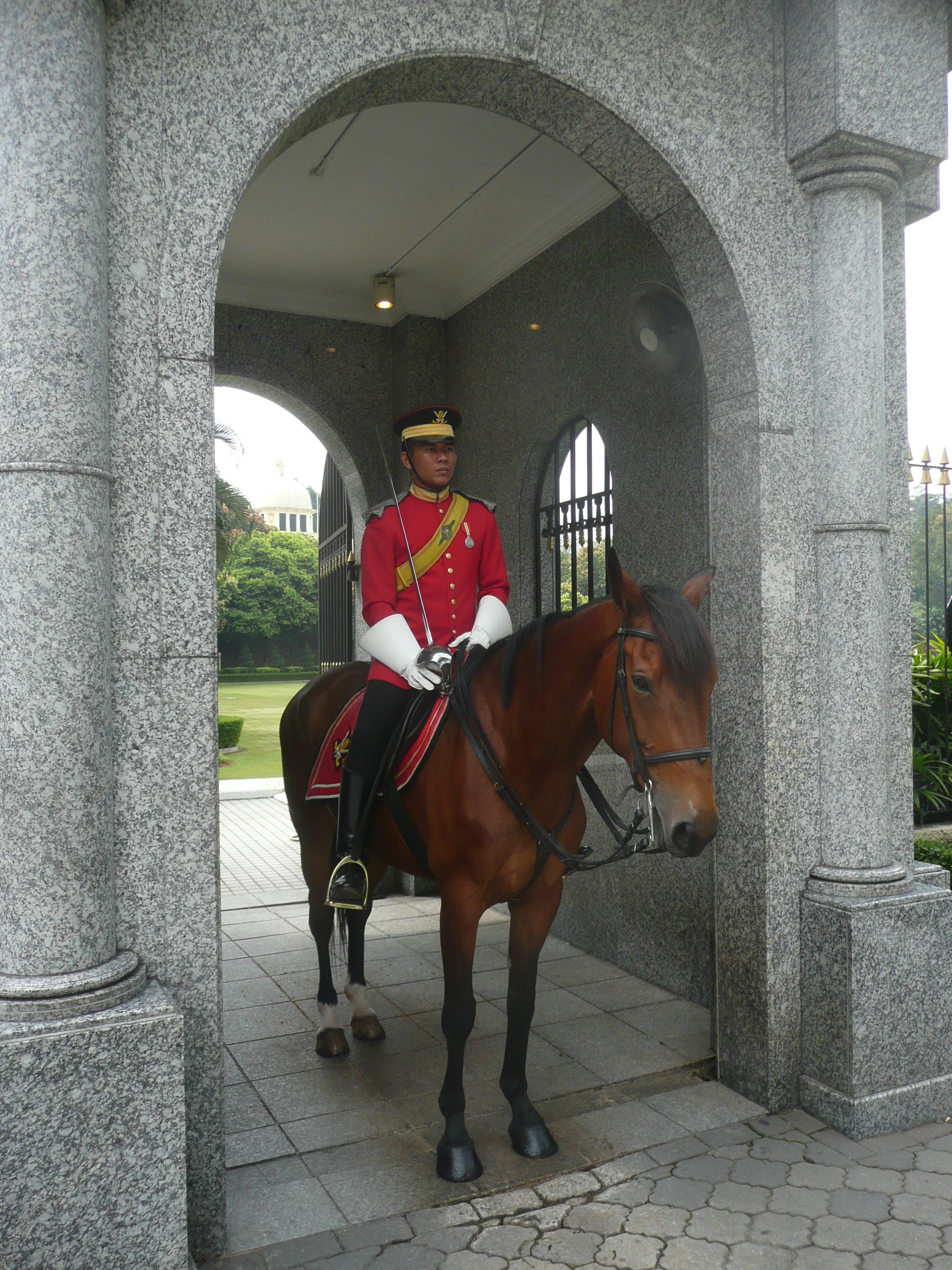
宮殿を警備するマレーシア陸軍近衛兵。

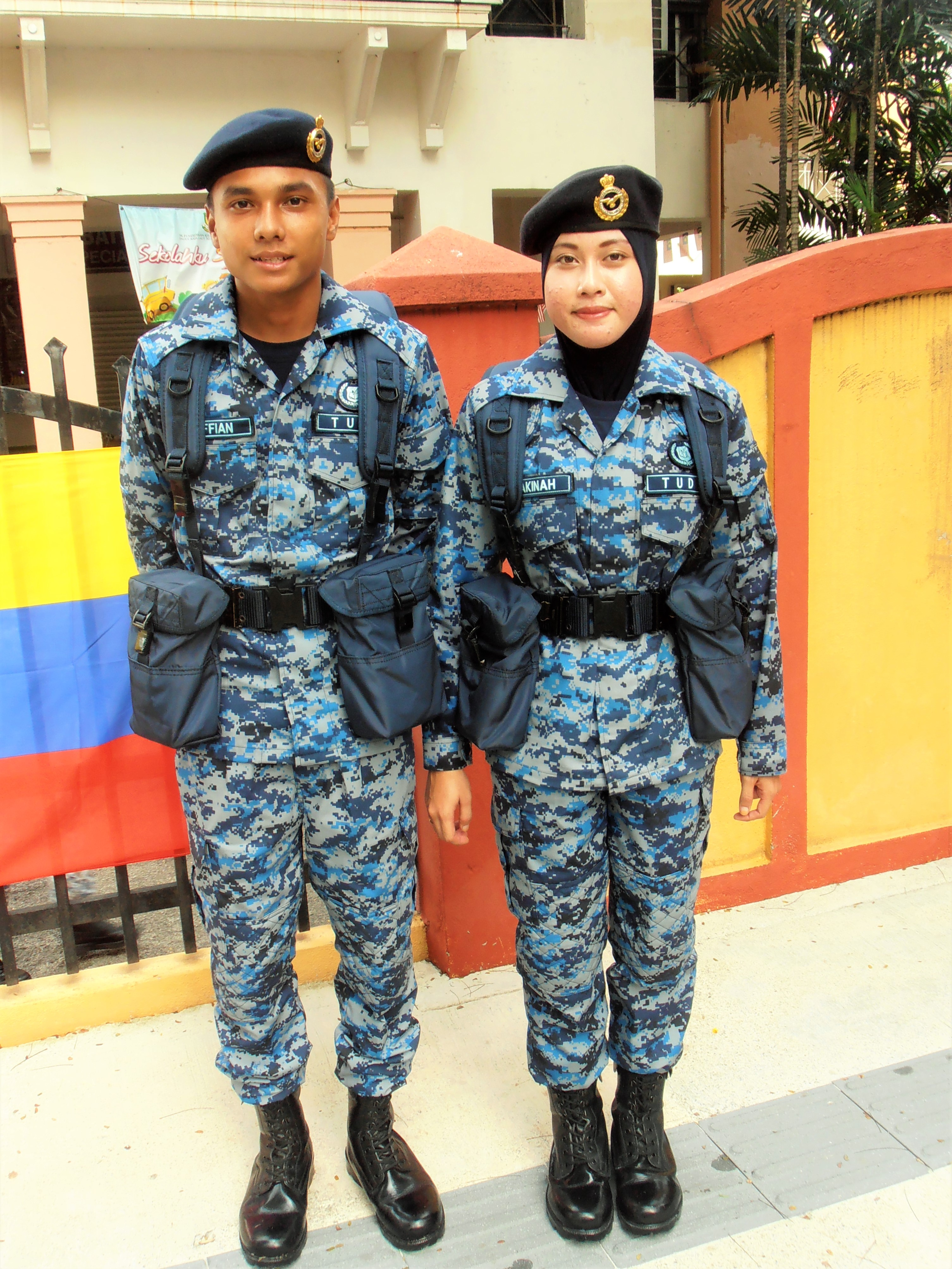
ヒジャブを着用したマレーシア空軍の女性兵士（右）

マレーシア軍は、マレーシアの国土と国益の保全を目的とした組織である。マレーシアは、マレー半島がイギリスの植民地であった英領マレー時代に日本軍がマレー作戦を行なって以降は、本国に対する直接侵略の危機に直面してはいない。しかし、一時は同じ国でもあったシンガポールとの間には、小さいが恒常的な政治的軋轢を抱えており、また、インドネシアのスカルノがマレーシア連邦を「イギリスによる新植民地主義」として非難して以降、インドネシアとの間にも対立関係が存在する。南沙諸島をめぐっては、他の東南アジア諸国と対立するとともに、中国・台湾の勢力伸張に直面している。
マレーシア独自の軍事力の起源は、1915年から1936年にかけて結成されていたマレー自治州義勇軍（Malay State Volunteer Rifles）にさかのぼる。その後、1933年には正規軍としてマレー連隊の創設が認可された。1933年の時点では、少佐に指揮された実験中隊にすぎなかったが、1941年末には2個旅団がイギリス連邦軍の一員として日本軍と交戦していた。また、戦後にマラヤ共産党が引き起こしたマラヤ危機に対処する間に、さらに7個大隊にまで拡張された。
現在のマレーシア軍は、本土防衛と周辺海域の哨戒、低強度紛争対処に重点を置いて、バランスのとれた軍事力となっている。また、シンガポールやインドネシアと同様に、海空軍力の増強につとめている。
イスラム教国であるため、ムスリムの女性兵士はヒジャブを着用する。

## 陸軍

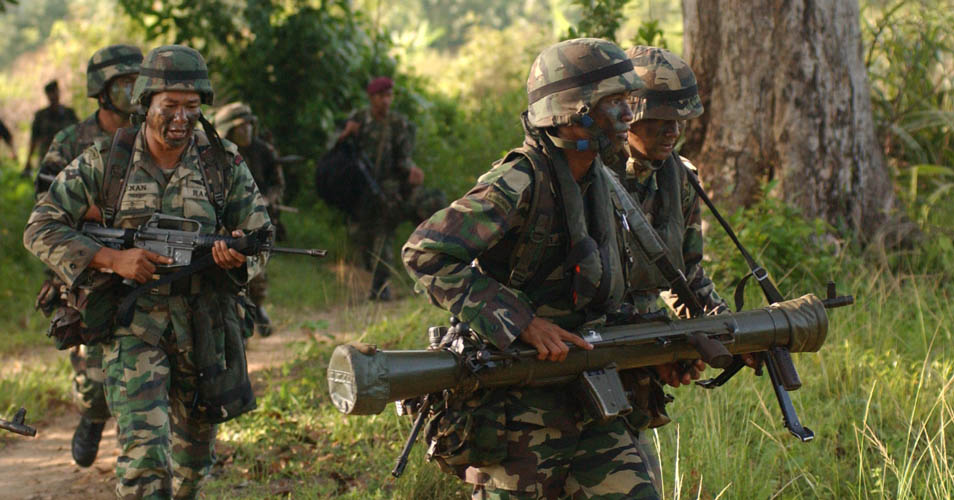
行軍中のマレーシア陸軍部隊。

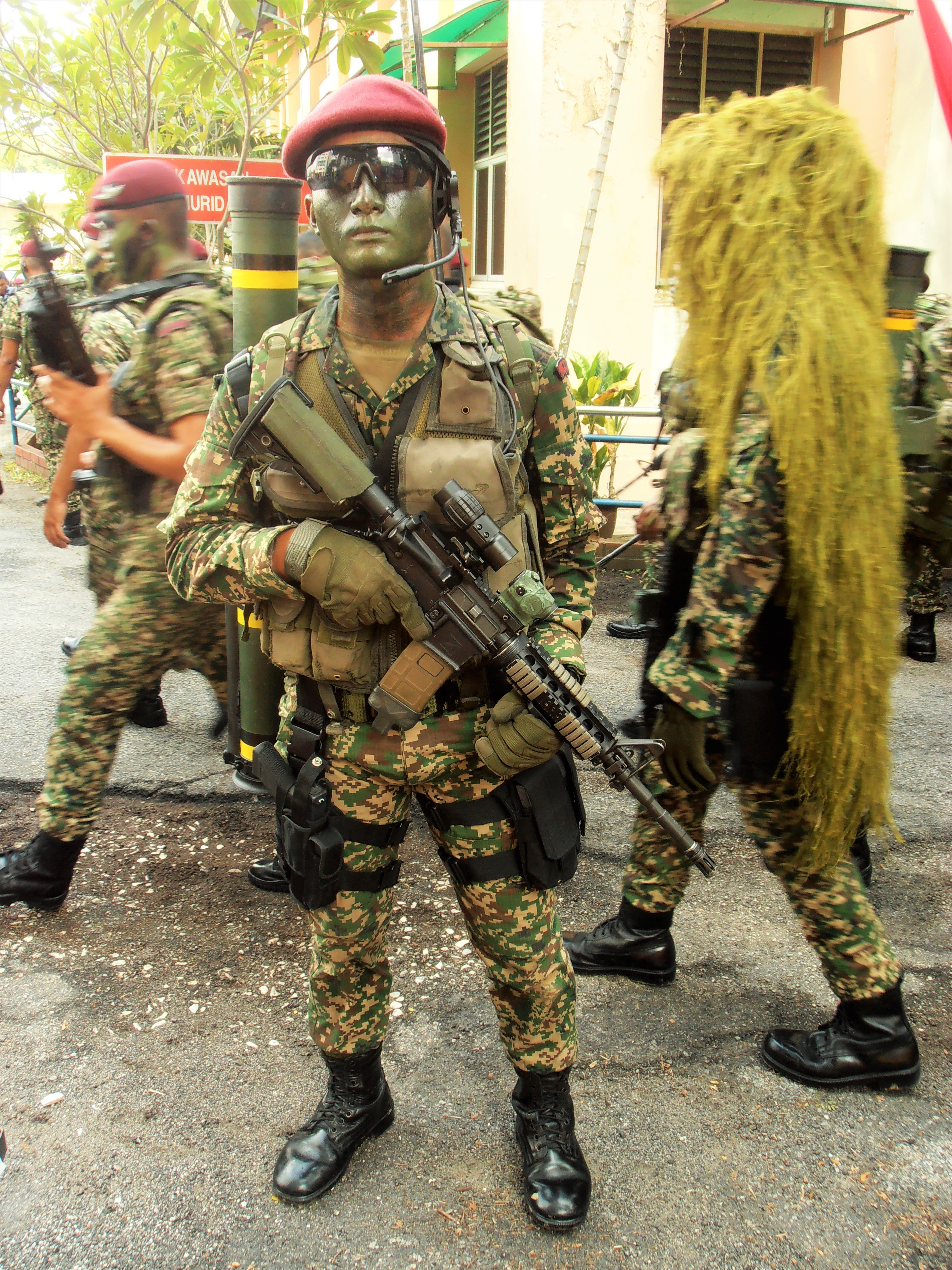
第10空挺旅団の隊員。

マレーシア陸軍 (Tentera Darat Malaysia: TD)は、マレーシア軍のうち陸戦を主とする部門である。陸軍総兵力8万人のほか、4万人の即応予備役がいる。他の東南アジア諸国の陸軍力と同様に比較的軽装備ではあるが、少数ながら良質の機甲火力と十分な遠戦火力を備えている。

### 編制
陸軍の主力戦闘部隊は、野戦軍の隷下において5個師団を編成している。このうち、第1師団及び2019年に新設された第5師団はボルネオ島に、残る3個師団はマレー半島に駐屯している。また、特殊作戦群、第10空挺旅団および航空群はこれらより独立して、陸軍司令官の直接指揮を受ける。
マレーシア陸軍は、18の連隊（regiments）と隊（corps）を有している。これらは機能別編制をとっており、事実上の管理単位であって、連隊を構成する各大隊は、指揮系統としては師団司令部の隷下にある。また、このような性格上、陸上自衛隊の「連隊」とはかなり異なるものとなっており、例えば、統合連隊として扱われる王立マレー連隊（Rejimen Askar Melayu DiRaja）は、軽歩兵、機械化歩兵、空挺を含めて25個大隊を有している。英連邦加盟国として集団的自衛権を活用する為に国内に駐留するその他の部隊としては、かつて海峡植民地として栄えたペナン州に、オーストラリア軍部隊の駐留を認めている。この地域は対岸にインドネシア領を臨むマラッカ海峡が存在し、戦略上の要衝である事も関係している。

### 装備
主力小銃はステアーAUGだが、将来的にはM4カービンによる代替が計画されている。また、一部の空挺部隊・特殊部隊ではH&K G36Cなどが使用されている。
機甲火力の主力は、スコーピオン軽戦車 26両、シブマス装輪火力支援車 184両だが、主力戦車として、ポーランド製のPT-91 40両が調達されている。また、これに随伴する装甲車として、ACV-300歩兵戦闘車 211両、K-200 KIFV装甲兵員輸送車 111両、コンドル装輪装甲車 400両が配備されている。
遠戦火力としては、牽引砲がG5 155mm榴弾砲 28門, FH70 155mm榴弾砲 15門, オート・メラーラMod56 105mm榴弾砲 200門, 自走可能なものとしてはAstros II MLRS 36両とACV-S300 120mm自走迫撃砲 8両がある。また、高射火力としては、短距離用のレイピアミサイルシステム、近距離用のボフォース 40mm機関砲、エリコン 35mm機関砲のほか、携帯式地対空ミサイル・システム（MANPADS）として、イギリス製のスターバースト、パキスタン製のアンザ、中国製のFN-6が配備されている。

## 海軍

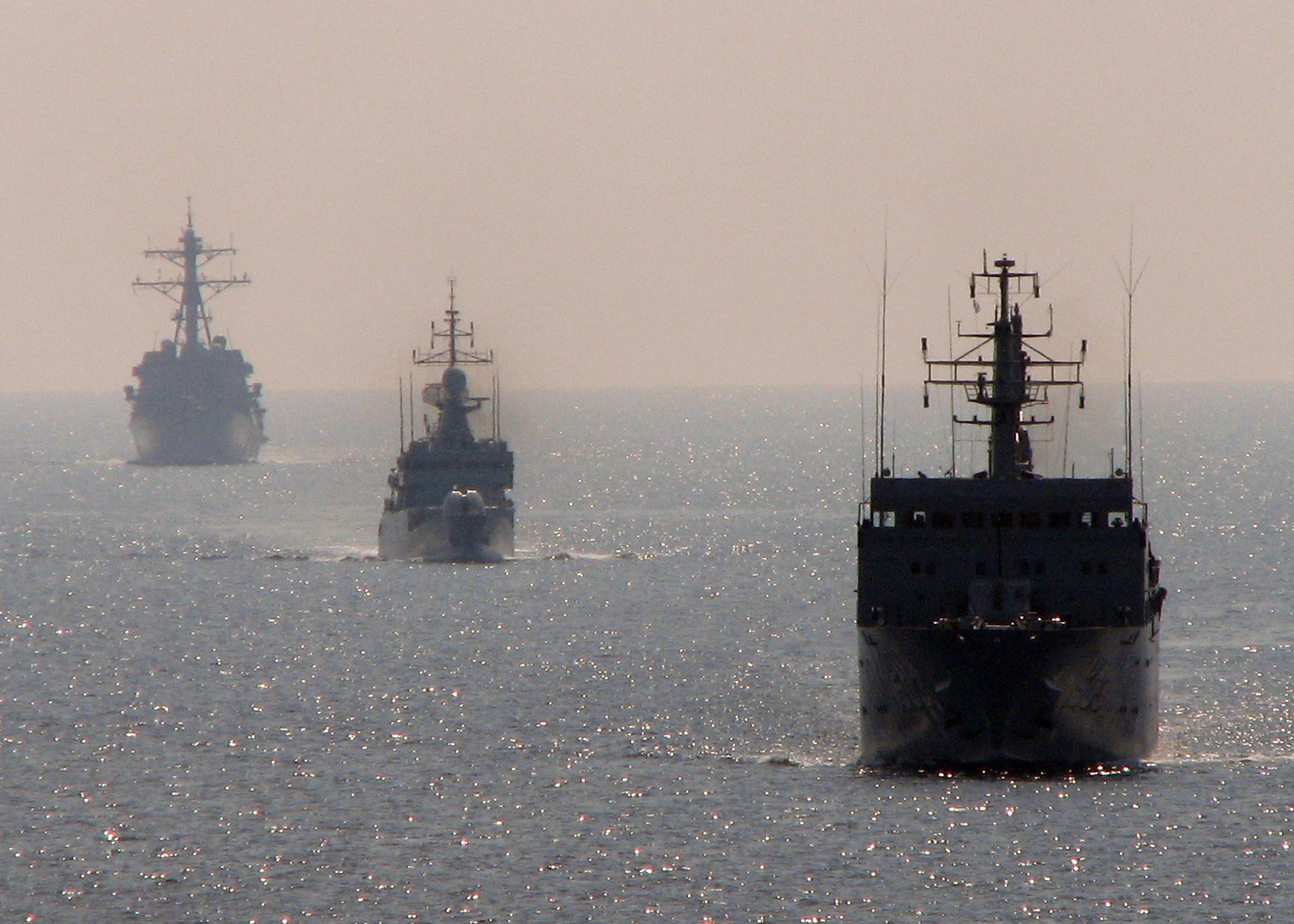
アメリカ海軍駆逐艦を先導するマレーシア艦隊

マレーシア海軍 (Royal Malaysian Navy: RMN, マレー語ではTentera Laut Diraja Malaysia: TLDM)は、マレーシア軍のうち海洋戦を主とする部門である。海軍人員 1万9,561名、艦船隻数 79隻。
マレーシア海軍の源流は、海峡居住地海軍志願予備役（SSNVR: Straits Settlement Naval Volunteer Reserve）に求められる。これは、イギリスの植民地政府により、1934年4月に創設されたもので、主としてシンガポールの防衛を目的としていた。その後、このマラヤ海軍と呼ばれた部隊は増強を続け、1941年の時点では、イギリス海軍の根拠地防衛を目的として、1,450名の兵力を有していた。大戦後、経済上の理由から一度は解隊されたが、マラヤ危機に際して、1948年12月、再編成された。この新しいマラヤ海軍（Malayan Naval Force: MNF）は、主に練習艦として使うため、リバー級フリゲート 1隻を与えられた。1950年までに、マラヤ海軍の艦隊には、さらに日本海軍から接収した機雷敷設艦や、戦車揚陸艦、改装した漁船、魚雷回収船などが加わっていた。そして1963年、マレーシアの創生に伴って、マラヤ海軍は現在のマレーシア海軍に改称された。
現在のマレーシア海軍は、東南アジアでもっとも大規模で、またもっとも先進的な海軍のひとつであると見なされている。その洋上兵力の主力となるのは、イギリス製のレキウ級フリゲートとドイツ製のカスツーリ級フリゲート 各2隻であり、レキウ級については発展型 2隻の建造も計画されている。排他的経済水域の哨戒用として整備しているクダ級哨戒艦は、必要に応じて武装したコルベットとして改装することができ6隻取得している。また、フランス・スペインの設計・建造によるトゥンク・アブドゥル・ラーマン級潜水艦 2隻の取得により、潜水艦戦力も獲得した。

## 空軍

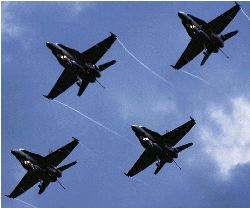
編隊飛行するF/A-18 戦闘爆撃機。

マレーシア空軍 (Royal Malaysian Air Force: RMAF, マレー語ではTentera Udara Diraja Malaysia: TUDM)は、マレーシア軍のうち航空戦を主とする部門である。航空機 226機。世界の先進的な航空機を保有しており、東南アジア地域では有数の空軍力を誇る。
マレーシア空軍を有名としたのが、アメリカ製とロシア製の戦闘機を並行して導入するという決定である。これは、一方の陣営に兵站を依存することで、マレーシアの政治姿勢を拘束してしまうことを避けるための決定であった。これは、規格を共有せず互換性を欠いた機種を保有することにより、整備体制には大きな負担を強いることとなった。
主力となる戦闘機は、アメリカ製のF/A-18D 戦闘爆撃機（8機）およびロシア製のSu-30MKM 戦闘機（18機）だが、運用状況には疑問があるとされる。また、MiG-29N 戦闘機（MiG-29N 8機、MiG-29NUB 2機）が保管状態にある。旧式のF-5戦闘機は、これらに更新されて退役した。また、F-5とともに運用されていたA-4攻撃機も、BAe ホーク Mk.208軽攻撃機（13機）によって更新された。ホーク Mk.208は、練習機ベースの亜音速ジェット機ながら、AIM-120 AMRAAMの運用能力を持ち、限定的な防空任務も可能である。
航空輸送戦力の主力はA400M（4機）と古典的名作であるC-130（C-130H 2機、C-130H-30 8機）であり、局地輸送のためにCASA CN-235（6機）も運用されている。これ以外に、要人輸送用として、ダッソー ファルコン 900とボンバルディア グローバル・エクスプレス、ボーイング737を各1機保有している。

## 特殊部隊
上記三軍は、以下の特殊部隊を有している。
- GGK (Grup Gerak Khas) - 陸軍特殊部隊。対テロ作戦を行う第11連隊、対反乱作戦を行う第21連隊、第22連隊で構成される。
- PASKAL(Pasukan Khas Laut) - 海軍特殊部隊。第1ユニット、第2ユニットで構成。
- PASKAU(Pasukan Khas TUDM) - 空軍特殊部隊。戦闘中隊、救助中隊、警護中隊で構成。

これらの特殊部隊は、黒いアサルトスーツや上述のH&K G36CやH&K HK416などヘッケラー&コッホ社製の小火器といった装備を支給されている。

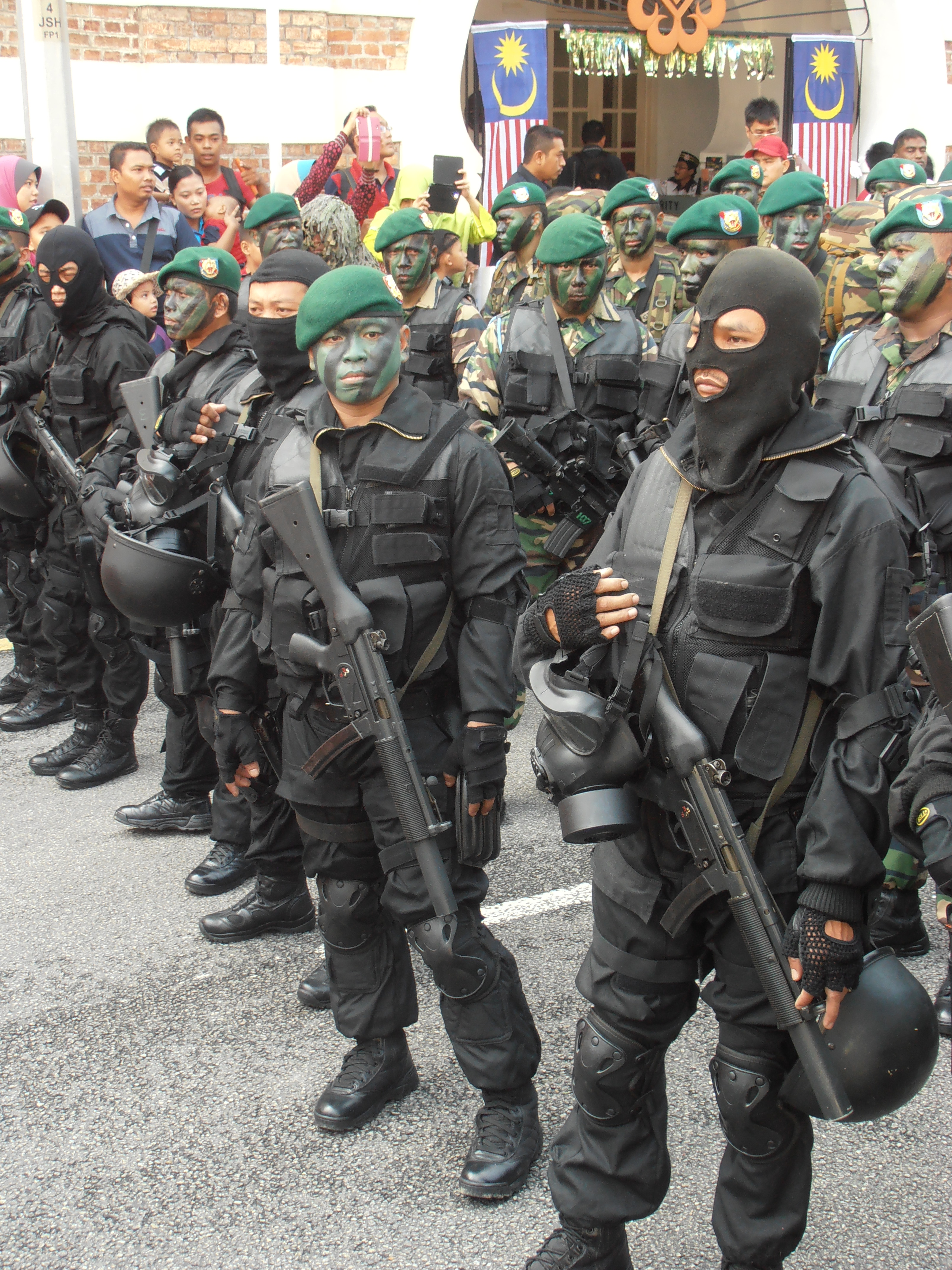
MP5SDなどを装備したGGKの隊員(2013年撮影)
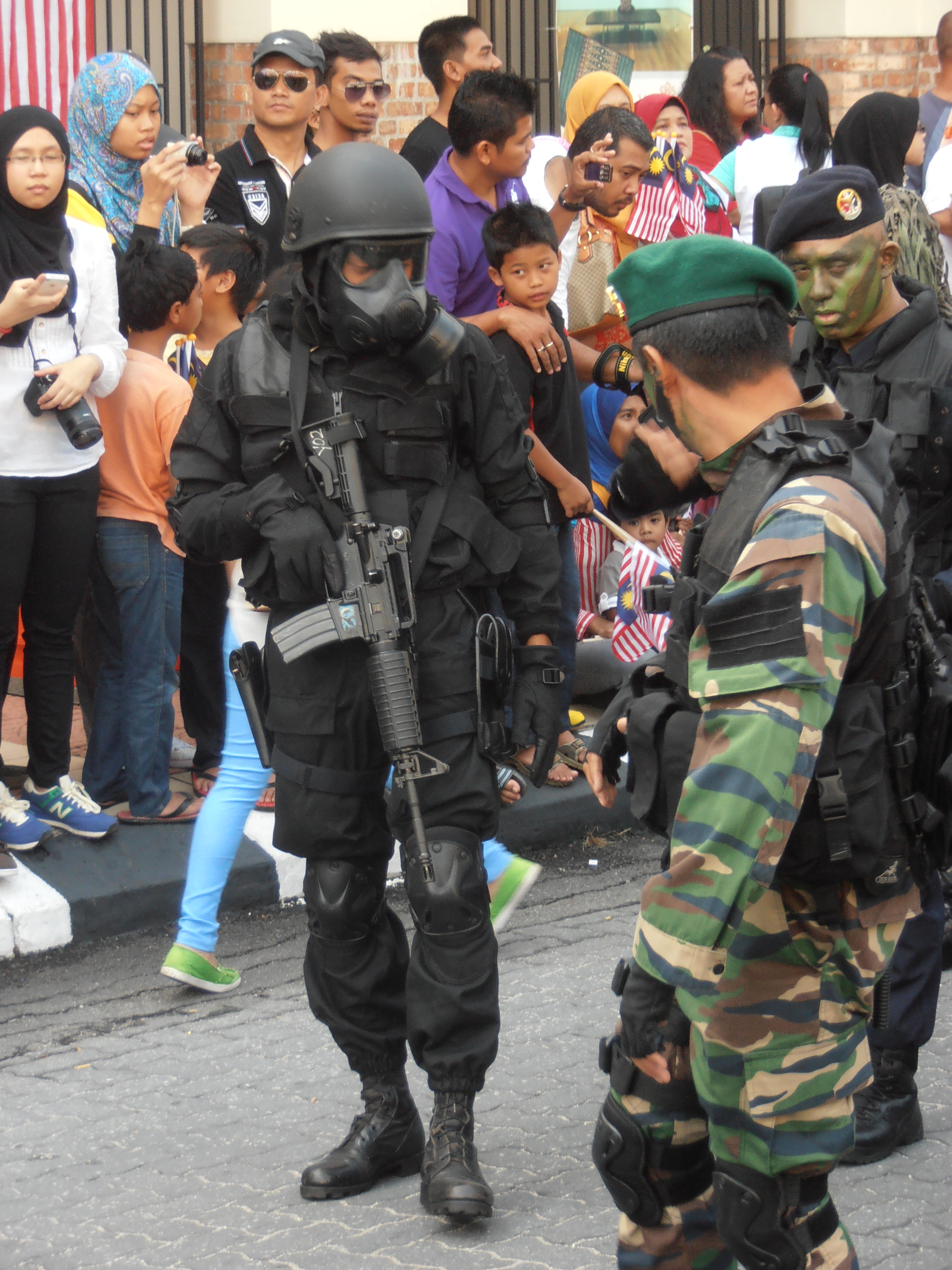
ガスマスクを被ったGGKの隊員(2013年撮影)
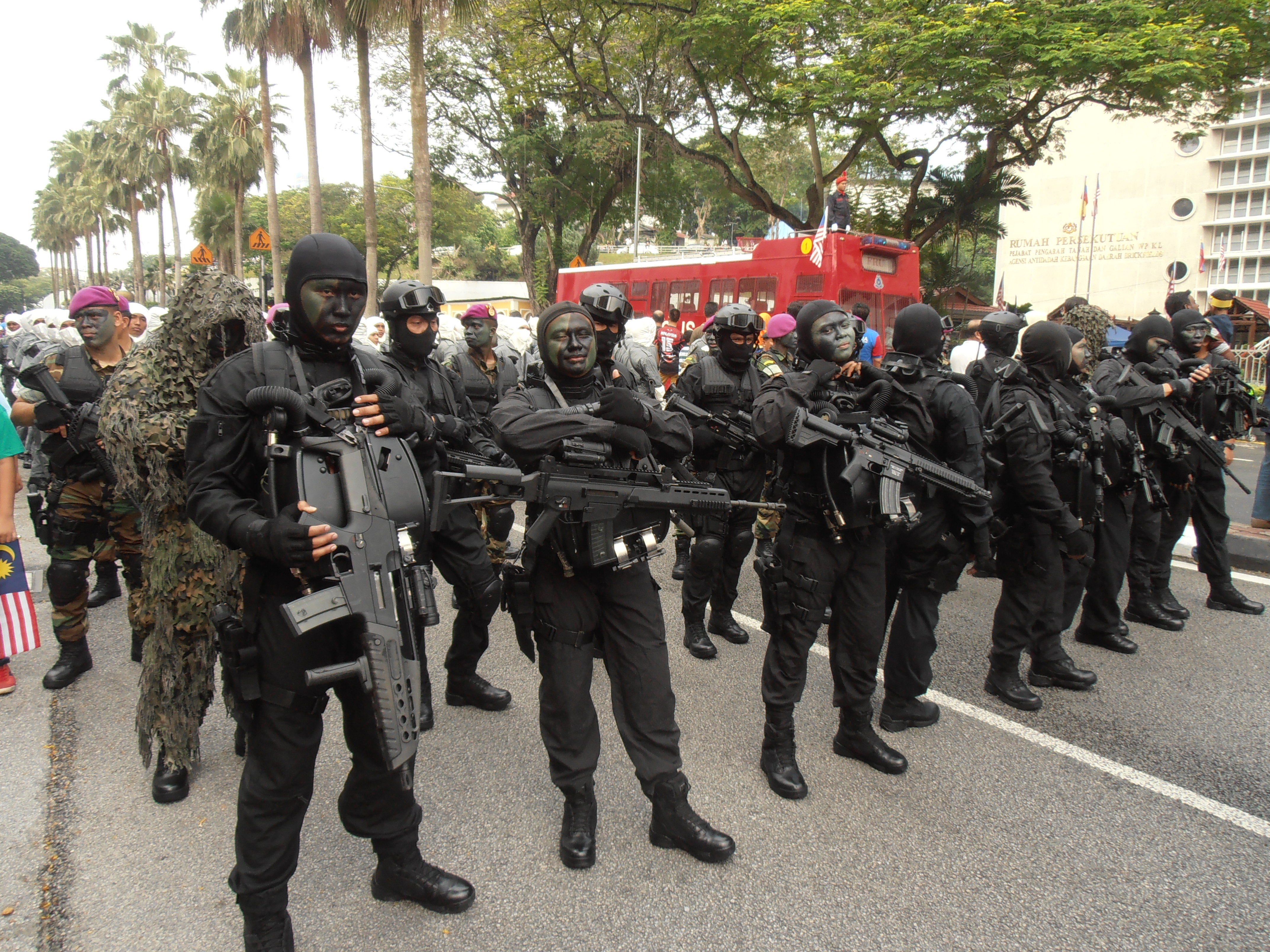
XM8などを装備したPASKALの隊員（2014年撮影）
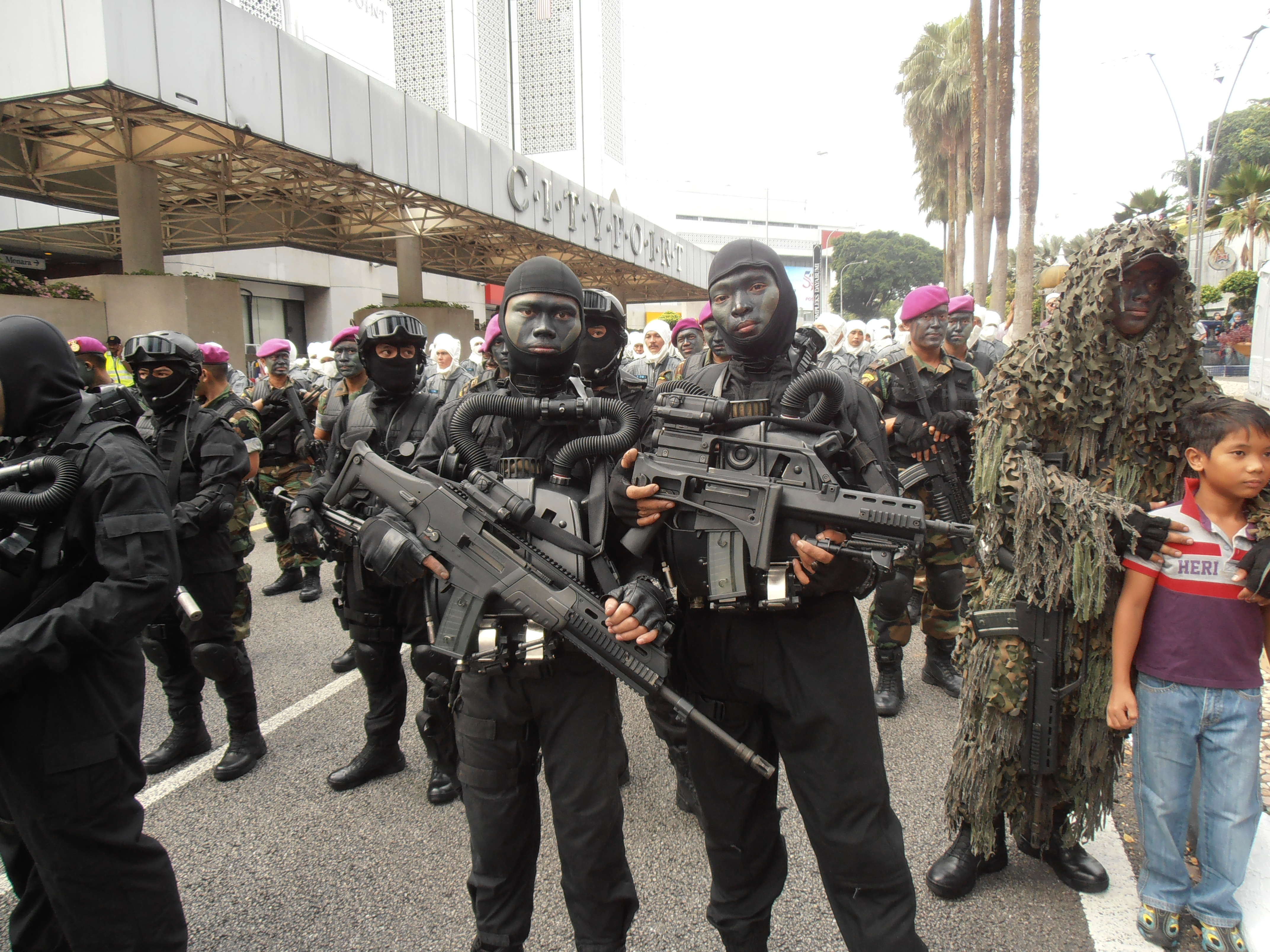
PASKALのフロッグマン（2014年撮影）
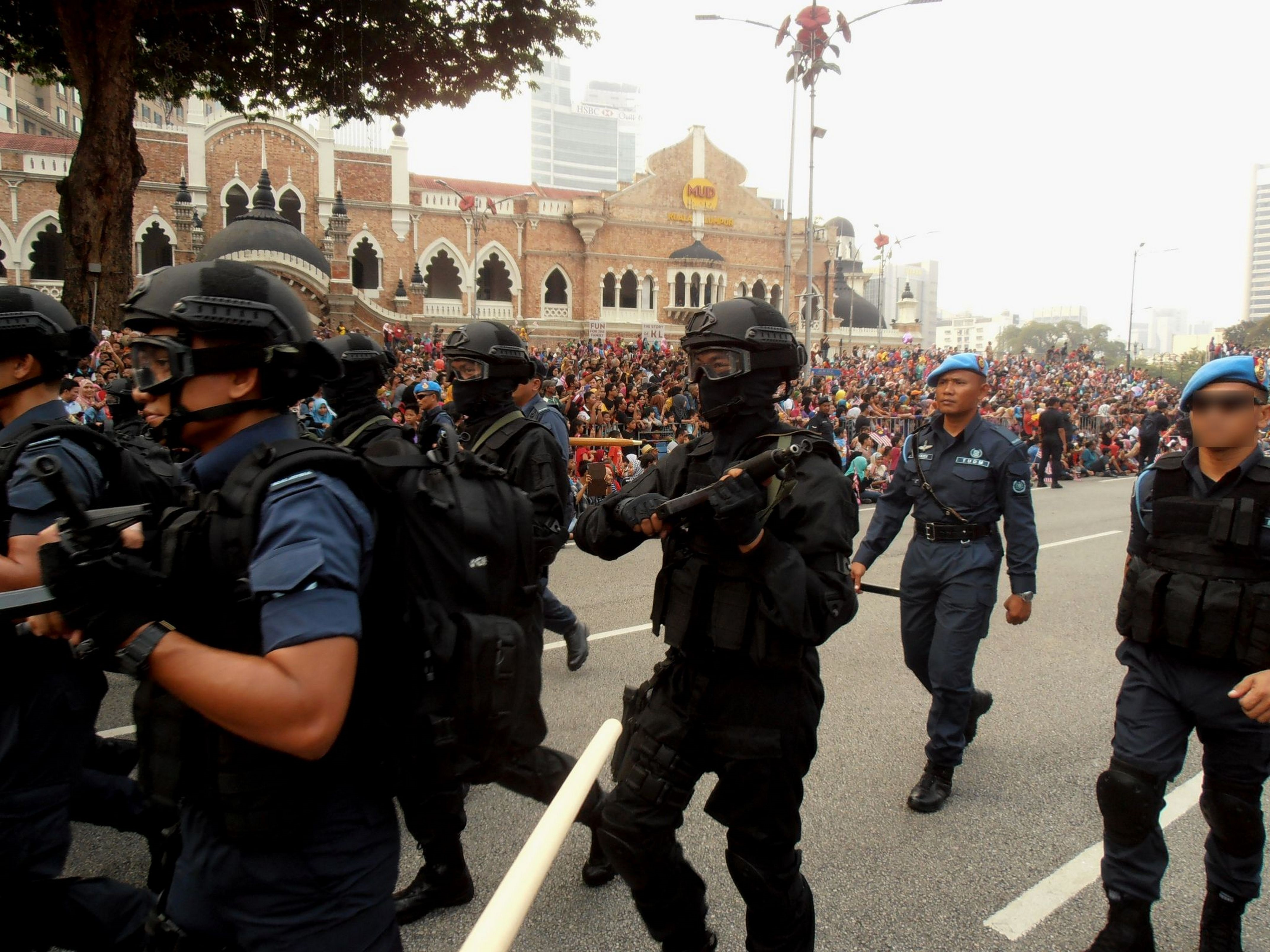
PASKAU人質救出部隊の隊員。(2015年撮影)